# Clube Desportivo dos Olivais e Moscavide
Maillots
Le CD Olivais e Moscavide est un club de football portugais basé à Lisbonne.

## Historique
Le club passe 4 saisons en deuxième division.
La première apparition du club en D2 a lieu lors de la saison 1983-1984. La dernière présence du club en deuxième division remonte à la saison 2006-2007.
Le club obtient son meilleur classement en D2 lors de la saison 1988-1989. Lors de cette saison, le club se classe 9e de la Poule Sud de D2, avec 14 victoires, 6 matchs nuls, 14 défaites et un total de 34 points.
Lors de la saison 1994-1995, le club, qui évolue "modestement" en troisième division, réussit l'exploit d'atteindre les quarts de finale de la Coupe du Portugal (défaite 6-1 face au Sporting Portugal).